# María Nieves Martínez Tarazona
María Nieves Martínez Tarazona   (Xèrica, 19 de juny de 1976) és una metgessa i política valenciana, diputada a les Corts Valencianes en la VIII i XI legislatura.
Llicenciada en Medicina i Cirurgia, especialitat Medicina Familiar i Comunitària, ha treballat al servei d'urgències de l'Hospital Complementari de Sogorb. Militant del Partit Popular, fou escollida regidora de Xèrica a les eleccions municipals espanyoles de 2007, 2011 i 2015.
En novembre de 2011 va substituir en el seu escó Manuel Cervera Taulet, elegit diputat a les eleccions a les Corts Valencianes de 2011 i que va dimitir per presentar-se a les eleccions generals espanyoles de 2011. Va tornar a les Corts a partir del setembre de 2023 en córrer la llista en quan moltes de les persones que el precedien renunciaren a l'escó per ocupar càrrecs de responsabilitat al nou govern de la Generalitat conformat pel PP i Vox.